# Суфіксальне словотворення
Суфіксальне словотворення — це спосіб творення слів за допомогою словотворчих суфіксів.

## Суфіксальний спосіб творення іменників
Виникнення нових іменників відбувається за участю усіх наявних в українській мові способів словотвору, однак до найпродуктивніших належать афіксація і основоскладання. У системі афіксального словотвору найактивнішу роль відіграє суфіксальний спосіб. За характером твірних основ розрізняють суфіксальні іменники, мотивовані іменниками, прикметниками, дієсловами, числівниками та іншими частинами мови.

### Словотвірні типи назв осіб
У словотвірних типах відсубстантивних іменників на позначення людей за родом діяльності, фахом продуктивними є суфікси: -ар (-яр), -ець (-івець, -овець), -ник, -ік (-їк), -ир, -ист (-іст). Наприклад: шахтар, килимар, ковзаняр, олійник, кулеметник, прозаїк, таксист, шахіст. Менш продуктивними є суфікси іншомовного походження -ант, -ент (комерсант, курсант, кореспондент).
Словотвірні типи віддієслівних іменників об'єднують:
- назви особи як виконавця певної дії або роду її заняття (читач, відвідувач, дослідник, рахівник, кравець);
- назви особи як носія певної процесуальної ознаки, що визначає її поведінку (прохач, бунтар, попихач, утискувач, трудівник, звитяжець, боєць).

Найпродуктивнішими є типи іменників із суфіксами:
- -ник (-івник), -льник: пасічник, рільник, рятівник, веслувальник, намотувальник;
- -ч (-ач, -яч): ткач, заспівувач, перекладач, збирач, діяч;
- -ець, (-нець): співець, борець, знавець, продавець, переможець;
- -ар (-яр), що приєднується до усіченої основи: лікар, бунтар, маляр, кресляр.

До малопродуктивних належать такі суфікси:
- -тель (мислитель, вершитель);
- -ій (заводій, водій);
- -ак (-як) (співак, вояк);
- -ун (бігун, стрибун);
- -к (о), -к (а) (неумійко, писака);
- -ок (їдок);
- -чик (-щик) (льотчик, донощик);

- суфікси іншомовного походження: -атор, -итор, -ер, -ор, -ан, -ат, -ант тощо (алігатор, диктатор, репетитор, тренер, диктор, критикан, делегат, практикант).

Словотвірні типи відприкметникових іменників позначають осіб за їх діяльністю, за різними якісними ознаками (правовик, сезонник, молодець, сміливець, здоровань, смугляк, чистюля).
До найуживаніших належать суфікси -ик (відмінник), -ак (-як), -чак(чужак, добряк, весельчак). Непродуктивними стали суфікси -ач (багач), -ань (здоровань), -ун (дикун, горбун).
У поодиноких суфіксальних іменниках на позначення осіб твірною основою виступає числівник (шістдесятник, сімдесятник) або займенник (свояк).
Для творення назв осіб жіночої статі найчастіше використовується суфікс -к (а), який приєднується до твірної основи іменника на позначення осіб чоловічої статі: делегатка, друкарка, школярка, вчителька, студентка, театралка, медалістка.
Поодинокі лексеми цього розряду утворені суфіксами іншомовного походження -ес (а) (поет — поетеса), -ис (а) (актор — актриса).
Назви осіб за національністю і територіальною ознакою творяться від іменникових основ — топонімів. Найуживаніші суфікси в цих словотвірних типах для назв чоловічого роду:
- -анин (-янин), -чанин, -ин (пражанин, росіянин, донеччанин, осетин, болгарин);
- -ець (-анець) (українець, американець, новгородець);
- -ич (костромич, русич);
- -ак (словак, поляк, туляк, сибіряк);
- -ит (одесит).

Назви осіб жіночої статі цього розряду творяться за допомогою суфікса -к (а), який приєднується до повної чи усіченої форми основи разом із вставним звуком (інтерфіксом), наприклад: білорус — білоруска, поляк — полька, грузин — грузинка, росіянин — росіянка, парижанин — парижанка.
Корелятивні іменники зі значенням особи за ознакою недорослості утворюються від основ іменників за допомогою суфіксів, які переводять їх в іменники середнього роду: -ен (я), -чен (я), та флексії -а, а в множині — суфікса -ат (а), -ят (а), -чат (а): хлопченя, хлоп'я, дівча (хлоп'ята, хлопченята, дитинчата).
Словотвірне значення «особа молодого віку, названа за діяльністю батька», властиве іменникам із суфіксами:
- -івн (а) (ковалівна, бондарівна);
- -енк (о), -ич (коваленко, ткаченко, княжич, гетьманич);
- -чук (ковальчук, чабанчук) зі значенням «підмайстер», «помічник».

Назви конкретних предметів можуть поповнюватись новими словами, мотивованими дієсловами, іменниками і прикметниками. Найпоширеніші словотвірні типи з суфіксами -ак (-як) (держак, вітряк), -ик (рушник), -ач (зрошувач), -к (а) (клітка), -иц (я) (дійсниця), -ищ (е) (днище) тощо.
У творенні збірних іменників, що позначають сукупність осіб або предметів, використовуються суфікси:
- -ств (о), -ицтв (о) (селянство, жіноцтво)
- -ак (-як) (вишняк, кругляк)
- -ин(а) (городина, озимина)
- -инн (я) (гарбузиння, павутиння)
- -от (а) (кіннота)
- -н (я) (рідня)
- -в (а) (мушва)
- -ур (агентура)
- -ат (-іат) (старостат, секретаріат) тощо.

Назви одиничних предметів творяться за допомогою суфікса -ин(а): намистина, капустина, горошина.

### Словотвірні типи абстрактних назв
Іменники, що виражають абстрактні поняття, мотивуються прикметниковими і дієслівними основами. Відприкметникові іменники із словотвірним значенням узагальненої ознаки творяться за допомогою суфіксів:
- -ість (молодість, правдивість, спритність);
- -ств (о), -цтв (о), -зтво (о) (геройство, новаторство, убозтво);
- -от (а) (виднота, мерзлота);
- -ин (а) (бистрина, глибина);
- -изн (а) (новизна, прямизна);
- -изм (-ізм) (гіперизм, ліризм, гуманізм).

Віддієслівні іменники з словотвірним значенням узагальненої дії або продукту дії творяться за допомогою суфіксів -анн(я), -енн(я), -іння (я), які нашаровуються на суфікс дієслова: постачання, примноження, ствердіння, випро́бування (і ви́пробування).

### Словотвір іменників із значенням суб'єктивної оцінки
Для вираження категорії суб'єктивного ставлення до реалій в українській мові використовуються зменшувально-емоційні суфікси та суфікси збільшеності, які, приєднуючись до твірної основи, надають новоутвореному слову відтінків здрібнілості, формують різні експресивно-оцінні значення похідних слів. Зменшувально-емоційні іменники з позитивним емоційним забарвленням складають значну групу слів, що творяться за допомогою таких суфіксів:
- -ок, -ек, -ець, -к (о), -очок, -чик, -оньк (о), -ун, -усь (чоловічий рід);
- -к (а), -иц (я), -очк (а), -ичк (а), -ун (а), -ус (я) (жіночий рід);
- -ц (е), — а, -ч (а), -ен (я), -еньк (о), -ачк (о), -ечк (о) (середній рід).

Одним із продуктивних суфіксів, що утворюють іменники з відтінком збільшеності і суб'єктивної оцінки згрубілості, негативного ставлення, є формат -ищ (е), за допомогою якого слово набуває значення подвійного (чоловічо-середнього або жіночо-середнього) роду: носище, мостище, морозище, голосище, ручище, очище, дверище.
Менш уживані суфікси — це -иськ (о) (хлопчисько, дівчисько), -уг (а), -уган (злодюга, дідуган), -ук (а) (звірюка, каменюка, зміюка) тощо. Більшість із таких утворень позначають осіб або інших істот обох статей і належать до іменників спільного роду.

## Суфіксальний спосіб творення прикметників
Суфіксація — найпродуктивніший спосіб творення прикметників. За характером твірних основ якісні прикметники поділяються на три типи:
1. Слова з немотивованою основою (синій, сліпий).
2. Слова, мотивовані прикметниковими основами (біластий, довгуватий).
3. Слова, мотивовані іншими частинами мови: іменниками (краплистий, гіллястий), дієсловами (тремтливий, виткий), числівниками (первинний, вторинний).

До продуктивних словотвірних типів прикметників належать відприкметникові та відіменникові деривати з суфіксами -ав- (-яв), -аст- (-яст-), -ист-, -уват-, (-юват), які виражають неповноту або частковий вияв ознаки, названої мотивуючим словом (жовтавий, чорнявий); додаткову дію до основної ознаки предмета (дірчастий, глинястий) або надмірно виявлену ознаку (зубастий, гіллястий); частковий вияв ознаки предмета, названого мотивуючим словом (милуватий, гіркуватий, червонястий); подібність до предмета (землистий) або знову ж надмірно виявлену ознаку (плечистий, норовистий, жилавий, кістлявий, талановийтий, хазяйновитий).
Ціла низка суфіксів формує якісні та відносно-якісні прикметники, мотивовані іменниковими або дієслівними основами: -ив-, -лив- (правдивий, хворобливий, чутливий, полохливий, вдумливий); -н- (сильний, активний, надійний, вичерпний, поважний, розумний, сонний); -ивн-, -тивн-, -ичн-, -ічн- (прогресивний, суб'єктивний, конспіративний, ефективний, патріотичний, канонічний); -альн- (-яльн-) (вирішальний, діяльний); -к-, -ок- (боязкий, говіркий, жорстокий).
Суфікси -л-, -уч- (-юч-), -ач- (-яч-), -ущ- (-ющ-), -ащ- (-ящ-) виділяються у прикметниках віддієприкметникового походження (в'ялий, похилий, сипучий, колючий, пропащий).
Іншою групою суфіксів є ті, що надають похідним додаткових відтінків зменшувальності-збільшеності або суб'єктивної оцінки. Вони можуть приєднуватися тільки до прикметникової основи і надають новоутвореному слову різних експресивнооцінних значень, що пов'язані з категорією суб'єктивної оцінки предмета і його ознак. Значення збільшеності і згрубілості ознаки передається суфіксами -езн-, -ач- (-яч-), -ущ- (-ющ-), наприклад: величезний, здоровенний, добрячий, багатющий. Значення різних ступенів вияву ознаки виражається суфіксами -еньк-, -есеньк-, -ісіньк-, -юсіньк-, наприклад: гарненький, новенький, ріднесенький, чистісінький.
До продуктивних засобів творення відносних прикметників належить суфікс -ськ-, що виражає найрізноманітніші значення відносності: морський, інститутський, товариський, солдатський, батьківський. Суфікси -н-, -ан-, (-ян-), -ов-, -ев- (-єв-) творять прикметники на означення матеріалу, з якого зроблено предмет (мідний, гречаний, березовий, баєвий, смушевий).
Суфікси -ичн-, -ічн- (-їчн-), -арн- (-ярн-) продуктивні в прикметниках, похідних від іменників іншомовного походження. Вони виражають відношення до певної галузі науки, громадсько-політичного напряму тощо: історичний, гуманітарний, молекулярний.
Присвійні прикметники творяться від основ іменників, що позначають людей або тварин. Від назв людей творяться прикметники двох словотвірних типів:
1. Суфікс -ів- (-ов-а, -ов-е, -ов-і, -ев-а, -ев-е, -ев-і) виступає у прикметниках, утворених від іменників ІІ відміни: брат — братів (-ова, -ове, -ові), Іван-Іванів (-ова, -ове, -ові), коваль — ковалів (-ев-а, -ев-е, -ев-і).
2. Суфікс -ин (-ин-а, -ин-е, -ин-і) виступає у прикметниках, утворених від іменників І відміни: сестра — сестрин (-ин-а, -ин-е, -ин-і): Микола — Миколин (-ин-а, -ин-е, -ин-і).

## Суфіксальний спосіб творення дієслів
Дієслівні суфікси використовуються в основному для вторинної імперфективації — творення дієслів недоконаного виду від префіксованих дієслів доконаного виду. Наприклад: заморозити — заморожувати, підбити — підбивати, розкласти — розкладати.
Суфікс -ну- поєднує граматичну роль (творення доконаного виду від недоконаного) і словотворчу (надає значення однократності, раптовості): кліпати — кліпнути, колоти — кольнути, сіпати — сіпнути. Так само працює і суфікс -ону-: приєднуючись до дієслівної основи, він надає похідному дієслову відтінку інтенсивності дії: кидати — кинути — кидонути; сікти — сікнути — сіконути; кричати — крикнути — криконути.
Словотворчу роль виконують суфікси -ота-, -оті-, які утворюють продуктивний тип дієслів зі значенням повторюваної, поширюваної у просторі дії: блискати — блискотіти; тріпати — тріпотати — тріпотіти.
У дієловах, мотивованих вигуковими основами або звуконаслідувальними словами, ці суфікси виражають значення міри вияву дії, частоти повторюваності: булькати — булькотати — булькотіти; ляскати — ляскотати — ляскотіти; плюскати — плюскотати — плюскотіти.
Суфіксальний спосіб творення надзвичайно продуктивний при творенні дієслів від основ інших частин мови.
Суфіксальним способом творяться дієслова:
- від основ іменника: весна — весніти, отаман — отаманувати;
- від основ прикметників: прозорий — прозоріти, вищий — ви́щати;
- від основ числівників: четвертий — четвертувати;
- від основ займенників: я — якати;
- від основ вигуків: ой — ойкати
- від основ службових слів: ні — нікати.

У суфіксальному словотворі беруть участь дієслівні суфікси: -і-, -и-, (-ї-), -а-, -ува-: сніжити, дощити, пружинити, барабанити, столярувати, учителювати, перчити, цементувати.
Збіг двох суфіксів — іменникового і дієслівного — спостерігається у дериватах, мотивованих іменниками з суфіксами: -ак- (лівак — лівачити), -ець- (старець — старцювати), -тель- (учитель — учителювати) та ін.
У сучасній українській мові продуктивний тип складають також дієслова, мотивовані прикметниками іншомовного походження, у творенні яких бере участь суфікс -ізува- (-изува-) та постфікс -ся: адвербіалізуватися, поляризуватися, солідаризуватися.